# Manjula Reddy
Pour les articles homonymes, voir Reddy (homonymie).
Manjula Reddy, née en 1965, est une généticienne indienne des bactéries. Elle est chercheuse en chef au Centre de biologie cellulaire et moléculaire d'Hyderabad, en Inde. En 2019, elle remporte le prix Infosys en sciences de la vie pour ses travaux sur la structure et la synthèse des  parois cellulaires bactériennes. Elle est membre de la Telangana Academy of Sciences et de l'Indian Academy of Sciences.

## Éducation et carrière
Manjula Reddy obtient son doctorat au Centre de biologie cellulaire et moléculaire d'Hyderabad (CCMB) en 2002. Le CCMB est un établissement indien de recherche fondamentale en sciences de la vie situé à Hyderabad qui opère sous l'égide du Conseil de la recherche scientifique et industrielle . Le CCMB est un « Centre d'excellence » désigné par le Réseau mondial de biologie moléculaire et cellulaire de l'UNESCO, les objectifs sont la recherche fondamentale et la formation en matière de biologie moderne. Elle  ouvre son propre laboratoire dans l'institution en 2007.

## Recherches

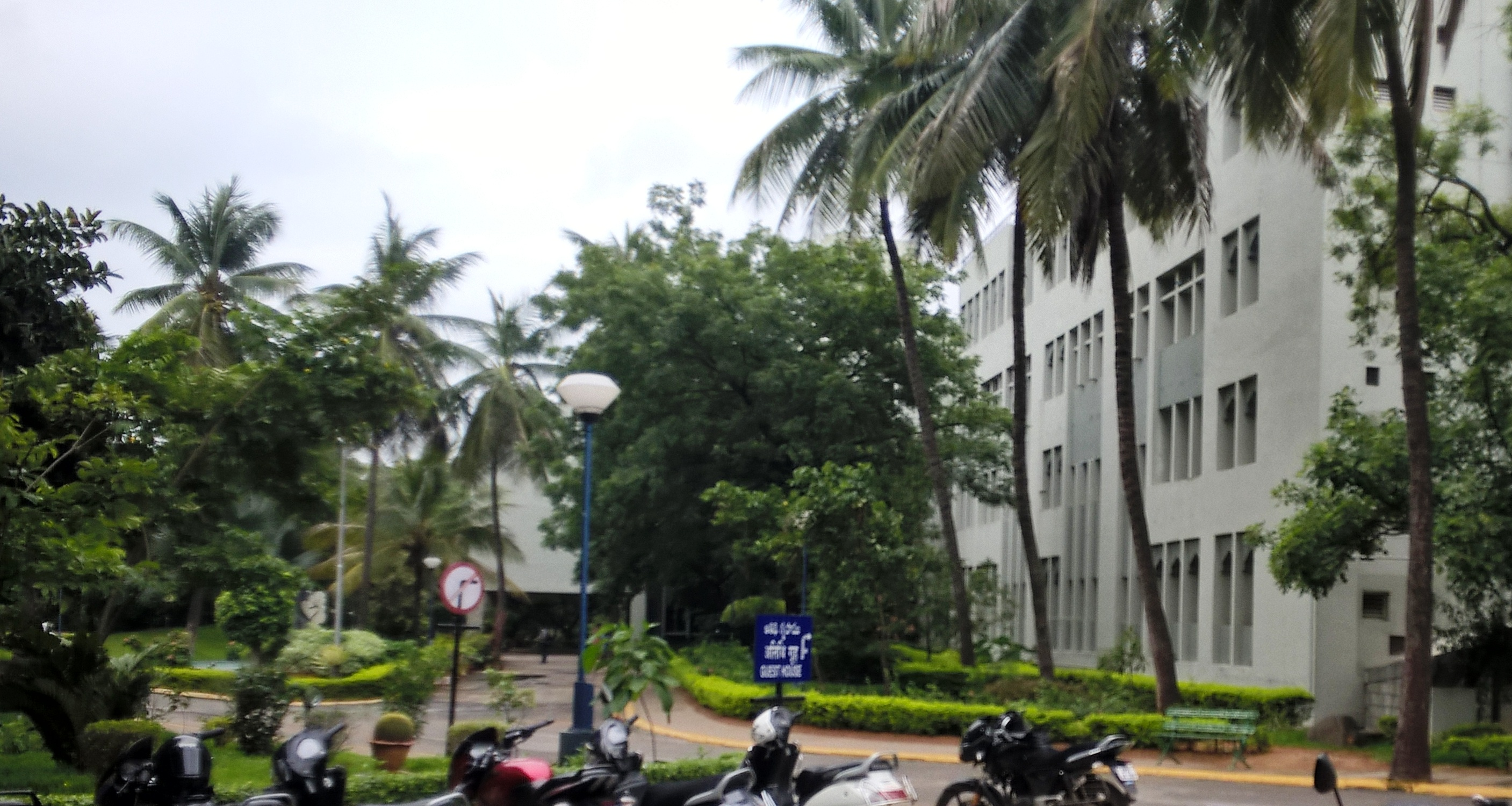
CCMB Hyderabad Inde

Manjula Reddy mène des recherches sur les parois cellulaires bactériennes.
Elle a identifié une nouvelle enzyme « spacemaker » codée par le cadre de lecture ouvert appelé MepK dans Escherichia coli. Elle a découvert que cette enzyme hydrolyse certaines liaisons croisées dans le peptidoglycane, permettant ainsi à la paroi cellulaire bactérienne de se développer. Elle vise à développer de nouveaux antimicrobiens pouvant cibler la voie de synthèse du peptidoglycane. Elle utilise les organismes modèles Mycobacterium smegmatis et Escherechia coli.
Manjula Reddy faisait partie de l'équipe de scientifiques qui a breveté le procédé d'identification des mutagènes et des anti-mutagènes. Ce procédé a été breveté de 1999 à 2018 aux États-Unis. Les autres scientifiques de l'équipe étaient Jayaraman Gowrishankar et Shanti M. Bharatan,.

## Récompenses et honneurs
- Prix Infosys en sciences de la vie (2019)[9]
- Membre de l'Académie indienne des sciences (2020)[1]
- Membre de l'Académie des sciences de Telangana[10]
- Membre du comité de rédaction du Journal of Bacteriology[11]

## Vie privée
Elle a déclaré dans une interview que son père et sa mère soutiennent sa carrière de scientifique. Elle est mariée à un cardiologue et a deux fils.

## Publications principales
- avec Chodisetti, Pavan Kumar, Peptidoglycan hydrolase of an unusual cross-link cleavage specificity contributes to bacterial cell wall synthesis, dans Proceedings of the National Academy of Sciences 116.16 (2019): 7825-7830[4].
- avec Singh, Santosh Kumar et a., Regulated proteolysis of a cross-link–specific peptidoglycan hydrolase contributes to bacterial morphogenesis, dans Proceedings of the National Academy of Sciences 112.35 (2015): 10956-10961[13].
- Role of FtsEX in cell division of Escherichia coli: viability of ftsEX mutants is dependent on functional SufI or high osmotic strength, dans Journal of bacteriology 189.1 (2007): 98-108[14].